# ホンダ・フリードスパイク
フリード スパイク（FREED SPIKE）は、本田技研工業が製造・販売していたトールワゴン型の小型乗用車である。
本項目では、ハイブリッドカーのフリード スパイク ハイブリッド（FREED SPIKE HYBRID）についても記述する。

## 概要
同社のミニバン、フリードをベースに、3列目のシートを廃する代わりにフィット同様のダイブダウン式の2列目シートを採用し、反転式のフロアボードと（暗窓となったクオーターウインド裏面に）サイドポケットを設けることでカーゴスペースの使い勝手を追求したモデルである。名前からも分かる通り、かつて同社で販売されていたモビリオスパイクのフリード版にあたる。開発キーワードは「可能性搭載コンパクト」。
フリードが登場した際には「FLEX」という2列シートモデルが存在していたが、FLEXには上記の装備がないという決定的な違いがある。なお、この違いは主として荷室高と荷室長に表れており、2列目の格納にダブルフォールディング式を採用するFLEXに対し、ダイブダウン式を採用するスパイクは荷室高では劣るが逆に荷室長では2m超と勝っており、車内泊など大人が楽に寝られるだけの長さを確保している。
また、ヘッドライトやバンパー、フェンダーなどといったフロント周りを専用品にすることで、フリードとのキャラクターの違いを明確にしている半面、フリードに設定されるドアミラーウインカーは、前期型においてはオプションも含めすべてのグレードで設定がなかった（中期・後期型では「G」以外に標準装備された）。リアのエンブレムは「Spike」ロゴのみが配される。
駆動方式とトランスミッションの組合せは限定されており、FF（2WD）車はCVT、4WD車は5速ATとなる。また、フリードと同様に、全車「平成17年基準排出ガス75%低減レベル（★★★★）」認定を取得すると共に、FF車は「平成22年度燃費基準+25%」を達成している。

## 初代 GB3/4/GP3型（2010年 - 2016年）
- 2010年

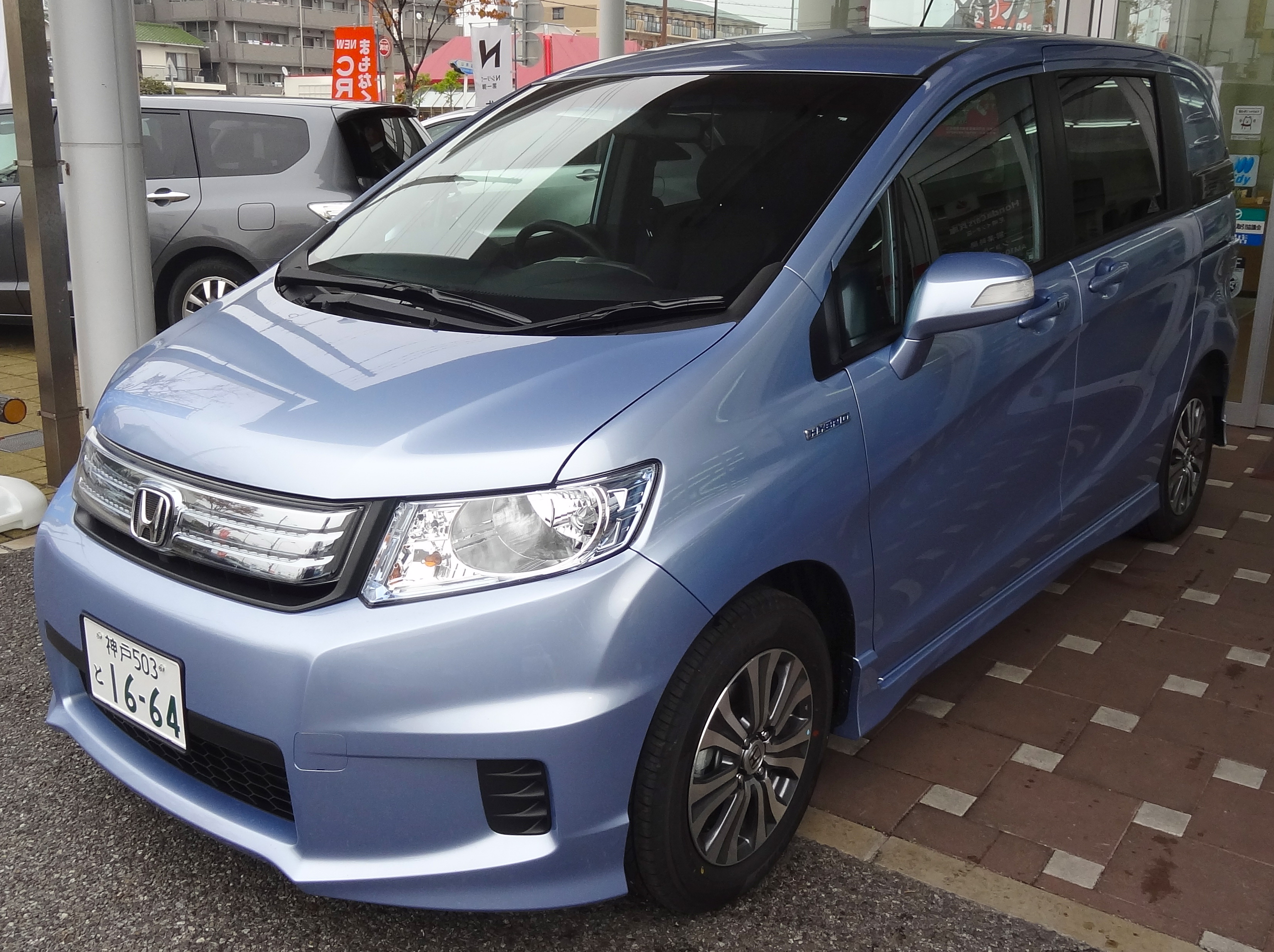
中期型 フリードスパイクハイブリッド
ジャストセレクション

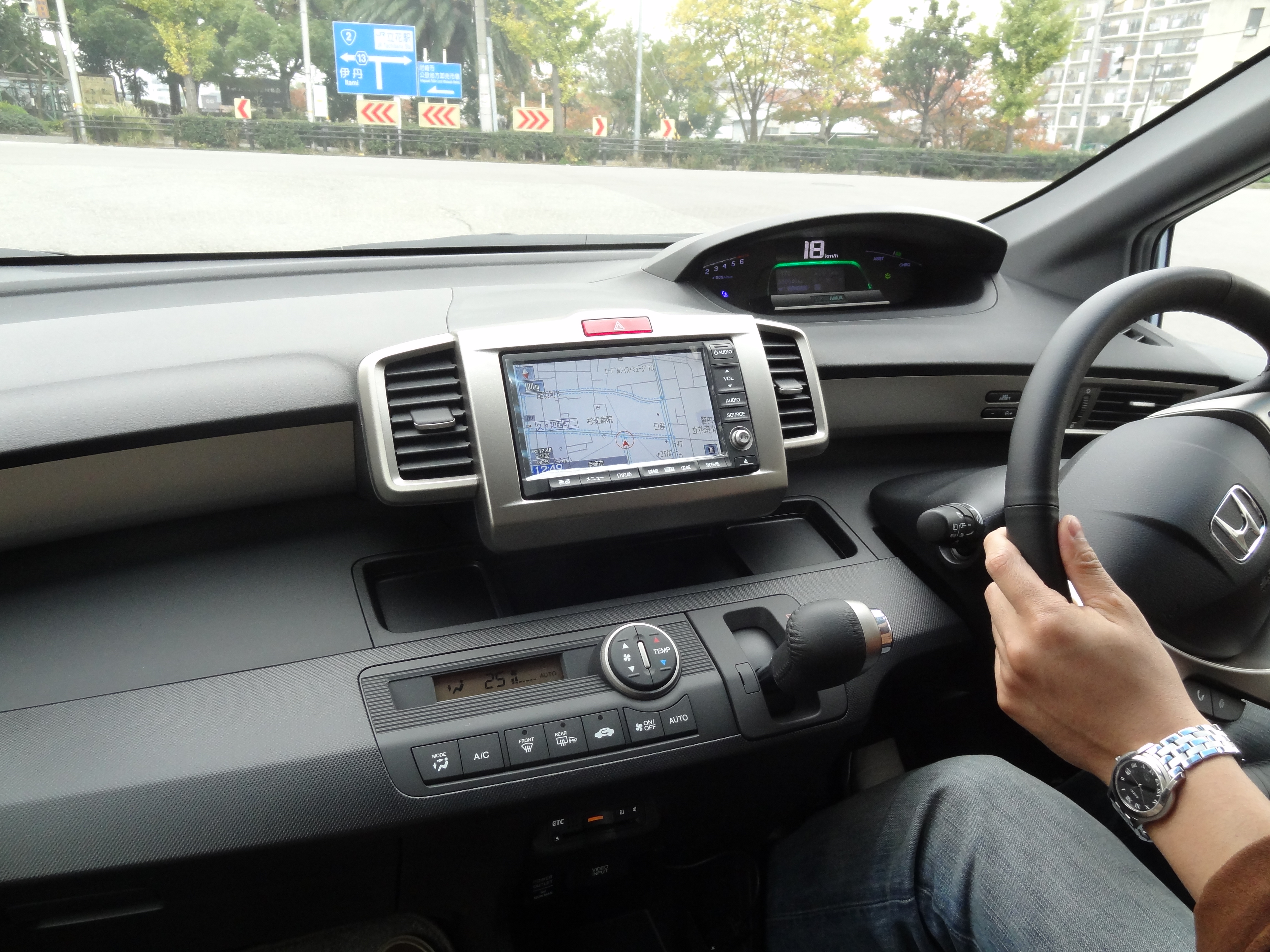
同車内（ダッシュボード）

  - 5月21日 - 公式ティーザーサイトが開設される。
  - 6月21日 - 同サイトにて発表予定日が公表された。
  - 7月8日 - 正式発表される（発売は翌7月9日）。発表時にはコールマンと共同開発し、簡易タープやインナーベッドを備えた「キャンピングステーション」やアシックスと共同開発し、簡易シャワールームやシューズケースを備えた「ランニングステーション」も披露された[2]。
- 2011年
  - 9月30日 -「フリード ハイブリッド」および「フリード スパイク ハイブリッド」のティーザーサイトがオープンされる。
  - 10月27日 - マイナーチェンジ（発売は翌10月28日）。

運転席アームレストを新たに標準装備するとともに、「G」を除く全グレードで助手席にもアームレストを装備した。また、全車でVSA・ヒルスタートアシスト機能・3点式ELRシートベルト（全席）・ECONモードを標準装備した。グレード体系が一部変更となり、「C」と「Giエアロ」を廃止して3グレードに整理した。
さらに、事前に予告されていたハイブリッドモデルを追加設定した。本モデルではクロームメッキ+クリアブルー塗装を施した専用フロントグリルやメッキ+クリアブルーのヘッドライトガーニッシュなどを採用したエアロフォルムの専用エクステリアデザインとしたほか、1.5L i-VTEC+IMAを組み合わせた独自のハイブリッドシステム・ECONモード・エコアシスト（エコロジカル・ドライブ・アシスト・システム）を備えたことでJC08モード走行で21.6km/Lの低燃費を実現した。さらにフロントウィンドウに遮音機能付ガラスを採用するとともに、吸音・遮音材を追加することで静寂性も実現。また、IMAバッテリーの搭載によるフロア高の上昇を反転フロアボードの高さの見直しによって抑えたことで、フルフラットモード時ではガソリン車と同等の荷室空間を実現した。グレードは「ハイブリッド」と「ハイブリッド・ジャストセレクション」の2グレードを設定した。
- 2012年
  - 4月5日 - 新グレードとして、ディスチャージヘッドライト（ハイ/ロービーム、オートレベリング/オートライトコントロール機構付）、リア両側パワースライドドア、Hondaスマートキーシステム（Hondaスマートキー2個付）、クルーズコントロール、15インチアルミホイールなどを標準装備した「GL」・「GエアロL」が追加された（発売は4月19日）。併せて、ハイブリッドのオプション設定にリア左側パワースライドドアなどを追加した。
  - 11月22日 - 一部改良。

「G・ジャストセレクション」・「ハイブリッド」・「ハイブリッド・ジャストセレクション」にディスチャージヘッドライト（ハイ/ロービーム、オートレベリング/オートライトコントロール機能付）とセキュリティアラームを、「Gエアロ」にセキュリティアラームをそれぞれ追加装備し、「ハイブリッド・ジャストセレクション」にはさらにHondaスマートキーシステム、イモビライザーも追加装備した。「G・ジャストセレクション」のFF車は「平成27年度燃費基準」を達成した。なお、グレード体系の整理により、同年4月に追加した「GL」・「GエアロL」がわずか7か月で廃止となり、前年10月のマイナーチェンジ当初のグレード体系に戻った。
- 2013年11月7日 - 特別仕様車「G・ジャストセレクション+（プラス）」、「Gエアロ・クールエディション」、「Hybrid・ジャストセレクション+」が発表された（11月8日販売開始）。

「ジャストセレクション+」は「G」と「Hybrid」の「ジャストセレクション」をベースに、スーパーUVカット・フロントドアガラスとナビ装着用スペシャルパッケージを装備し、「G・ジャストセレクション+」にはプライムスムース&スウェード調ファブリックコンビシートも特別装備。「クールエディション」は「Gエアロ」をベースに、プライムスムース&スウェード調ファブリックコンビシートとナビ装着用スペシャルパッケージを装備し、フロントグリルとリアライセンスガーニッシュにダーククロムメッキを、ステアリングホイールとセレクトレバーに本革巻をそれぞれ施した。
- 2014年4月17日 - マイナーチェンジ[3]。

スーパーUVカット・フロントドアガラスとアレルクリーンシートを全タイプに、プラズマクラスター技術を備えたフルオート・エアコンディショナーを「G」を除く全タイプにそれぞれ標準装備、エアコン操作パネルの画面の色がオレンジから青に変更。そのほか、フロントデザイン（グリル・バンパーガーニッシュ）を変更し、リアコンビランプのブレーキ発光面を赤に、フリードスパイクハイブリッドのフルホイールキャップを2トーンカラーのレイヤードフィンタイプにそれぞれ変更。ボディカラーには「グラマラスモーブ・パール」を追加した。
- 2015年5月28日 - 特別仕様車「G・プレミアムエディション」、「Hybrid・プレミアムエディション」を発表した（翌5月29日販売開始）[4]。

「G」・「Hybrid」をベースに、「ジャストセレクション」の装備に加え、プライムスムース&スウェード調ファブリックコンビシートと室内LED照明（フロントマップ/ルーム/ラゲッジルームランプ）を特別装備。さらに、「G・プレミアムエディション」は本革巻ステアリングホイール、本革巻セレクトレバー、照明付ドリンクホルダー（運転席/助手席）を、「Hybrid・プレミアムエディション」はリア右側パワースライドドアとクルーズコントロールをそれぞれ特別装備した。同月までの新車登録台数の累計は11万4571台。
- 2016年9月16日 - フリードのフルモデルチェンジに伴い販売終了。2代目フリードにも2列シート・5人乗り仕様が設定されるが、車名は「フリード+」に改名された。

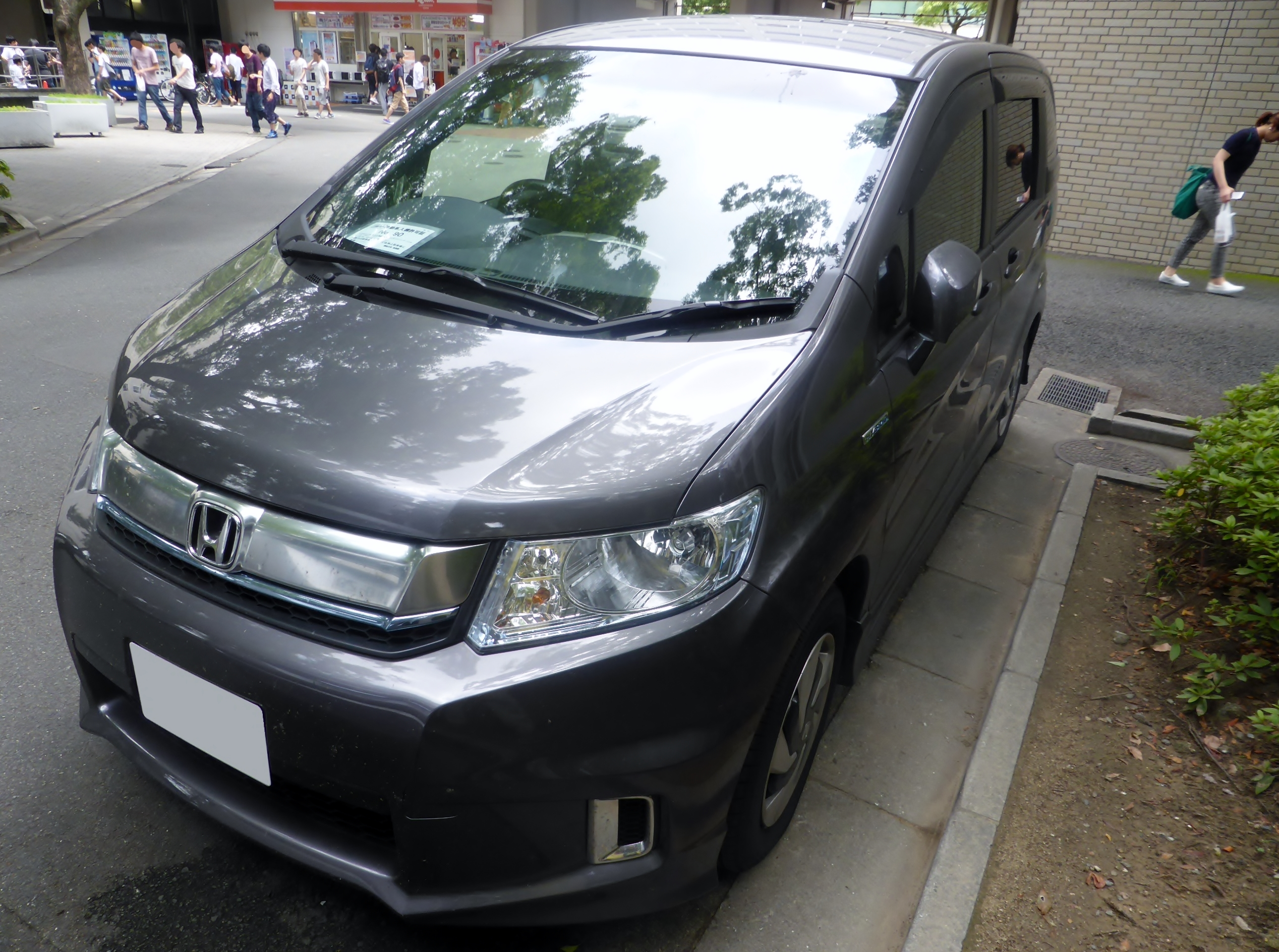
後期型 ハイブリッド ジャストセレクション
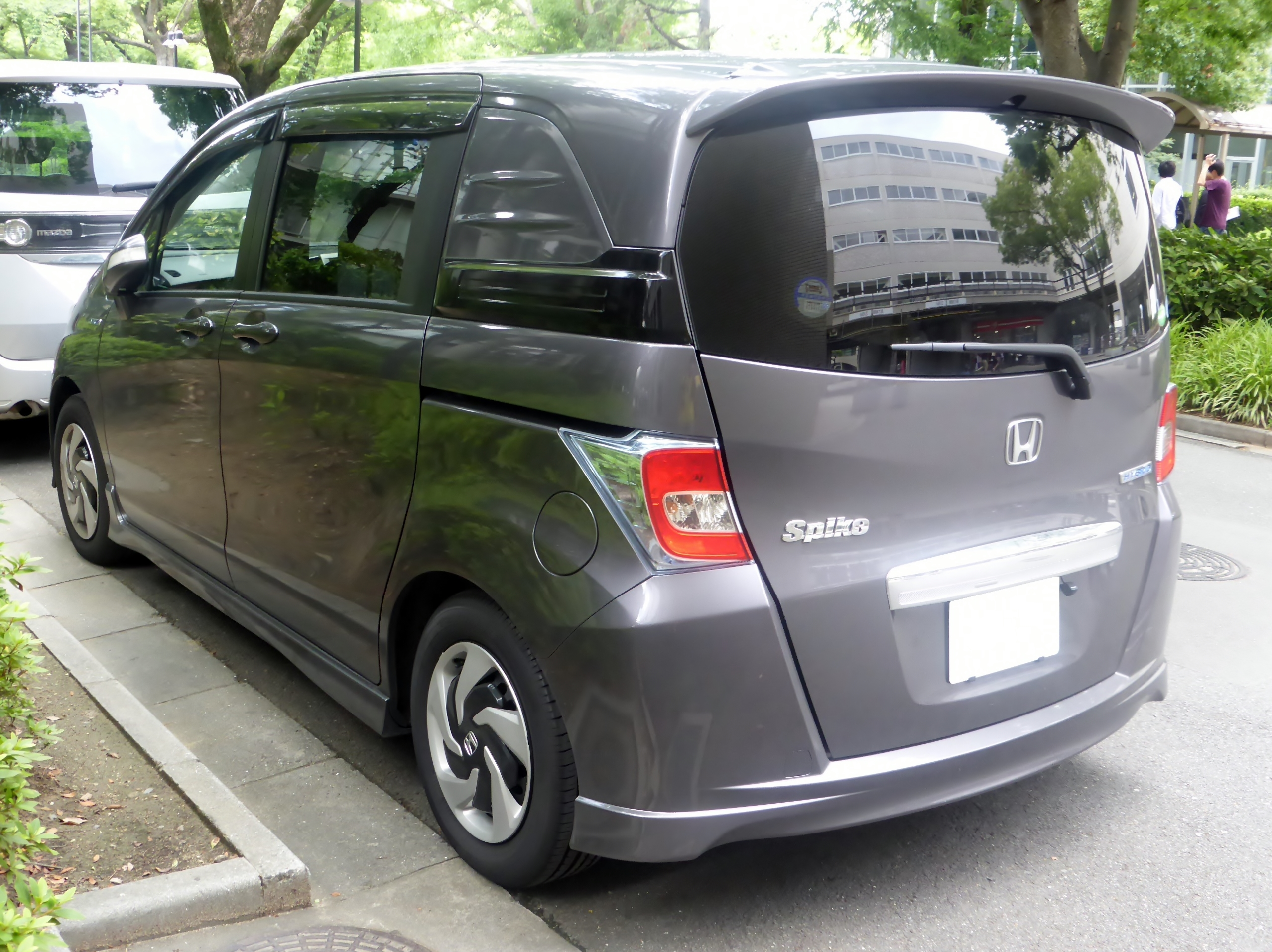
後期型 ハイブリッド ジャストセレクション リア

## 搭載エンジン
初代
L15A型
- エンジン種類：水冷直列4気筒横置き
- 弁機構：SOHCチェーン駆動 吸気2 排気2 i-VTEC
- 最高出力：87kW(118PS) / 6,600rpm
- 最大トルク：144N·m(14.7kgf·m) / 4,800rpm
- 総排気量：1,496cc
- 内径×行程：73.0mm × 89.4mm
- 圧縮比：10.4
- 燃料供給装置形式：電子制御燃料噴射式（ホンダPGM-FI）
- 使用燃料種類：無鉛レギュラーガソリン
- 燃料タンク容量：42L

LEA型
- エンジン種類：水冷直列4気筒横置き
- 弁機構：SOHCチェーン駆動 吸気1 排気1 i-VTEC
- 最高出力：65kW(88PS) / 5,400rpm
- 最大トルク：132N·m(13.5kgf·m) / 4,200rpm
- 総排気量：1,496cc
- 内径×行程：73.0mm × 89.4mm
- 圧縮比：10.8
- 燃料供給装置形式：電子制御燃料噴射式（ホンダPGM-FI）
- 使用燃料種類：無鉛レギュラーガソリン
- 燃料タンク容量：初代L15A型を参照

MF6型
- モーター種類：薄型DCブラシレスモーター
- 定格電圧：100V
- 最高出力：10kW(14PS) / 1,500rpm
- 最大トルク：78N·m(8.0kg·m) / 1,000rpm
- バッテリー種類：ニッケル・水素電池
- バッテリー容量：5.75Ah

## 車名の由来
- 「free（自由な）+do（行動する）」というフリードをベースに、スパイクシューズのような「タフで機能的、遊び心のあるクルマ」という意味から。